# Anthophora vernalis
Anthophora vernalis är en biart som beskrevs av Morawitz 1878. Anthophora vernalis ingår i släktet pälsbin, och familjen långtungebin. Inga underarter finns listade i Catalogue of Life.